# Prins Albert af Sachsen-Coburg og Gotha
Prins Albert af Sachsen-Coburg og Gotha (26. august 1819 – 14. december 1861) var en tysk prins af Sachsen-Coburg og Gotha, der var prinsgemal af Storbritannien som ægtefælle til dronning Victoria. 
29. januar 1844 – 14. december 1861 var han tillige arving til tronen i det tyske hertugdømme Sachsen-Coburg og Gotha.  

## Familie og ungdom
Albert blev født den 26. august 1819 på Scloss Rosenau nær Coburg i Tyskland som næstældste søn af den regerende hertug af Sachsen-Coburg-Saalfeld, den senere Ernst 1., hertug af Sachsen-Coburg og Gotha, og hans hustru Louise af Sachsen-Gotha-Altenburg. Hans fremtidige ægtefælle, Victoria, var blevet født tidligere samme år med assistance fra samme jordemoder. 
Albert blev døbt den 19. september 1819 i Marmorsalen i Schloss Rosenau med vand fra den lokale flod Itz. Hans faddere var hans farmor Enkehertuginden af Sachsen-Coburg-Saalfeld, hans morfar Hertugen af Sachsen-Gotha-Altenburg, Kejseren af Østrig, Hertugen af Teschen og Emmanuel von Mensdorff-Pouilly.
I 1825 døde Alberts grandonkel, Hertug Frederik 4. af Sachsen-Gotha-Altenburg, hvad der førte til en reorganisering af de ernestinske hertugdømmer i Thüringen det følgende år, og Alberts far blev den første hertug af dobbelthertugdømmet Sachsen-Coburg og Gotha. Forældrene havde et turbulent ægteskab, der endte med separation og skilsmisse i 1826, og det påvirkede Albert i hans opvækst. Efter skilsmissen giftede moderen sig med sin elsker Alexander von Hanstein, Greve af Polzig og Beiersdorf. Hun så efter sigende aldrig sine børn igen og døde af kræft som 30-årig i 1831.  Hertug Ernst 1. giftede sig året efter med sin niece Marie af Württemberg.
Albert havde en storebror, Ernst. De to brødre var tæt knyttet til hinanden og blev opdraget som tvillinger. Forældrenes skilsmisse og moderens tidlige død bragte dem endnu tættere sammen.

## Forlovelse og ægteskab
Prins Albert blev gift med dronning Victoria den 10. februar 1840. Ægteskabet havde længe været under opsejling, da det var ønsket af deres fælles familie, særligt deres onkel kong Leopold 1. af Belgien. Først var Albert og Victoria ikke meget for ideen, men de blev styret mod en forbindelse. Flere besøg af Albert i England bragte parret sammen, og især Victoria blev forelsket. Albert vidste, at hans liberale ideer og ønsker kunne blive realiseret i et ægteskab med dronning Victoria. Han var dog også bekymret for, om han reelt fik indflydelse efter et ægteskab, eller om han blot blev dronningens mand. Albert og Victoria fik 9 børn.

## Den første tid
Albert fik en vanskelig tid i England. Han fandt hurtigt ud af, at hans position ikke indeholdt nogen politisk eller rådgivende rolle, og at selv husholdningen var styret af andre som Victorias tidligere ansatte. Albert følte sig frustreret over det, men Victoria mente ikke, at der var noget, der skulle ændres. Det ændredes dog med tiden, og Albert kom til at indtage en betydelig plads i britisk politisk liv, og han blev efterhånden Victoria mest betroede rådgiver og partner.

## Død og eftermæle
Albert døde i 1861, efter at han længe havde skrantet og været syg. Dødsfaldet ramte dronning Victoria hårdt, og hun sørgede resten af sit liv. Hun opførte flere monumenter over ham, og hun lod alle hans værelser stå, som han havde forladt dem.
I eftertiden blev Albert husket med beundring. Han er blevet kaldt den ukronede konge på grund af sit engagement i mange aspekter af det britiske samfund.

## Eksterne links
- Wikimedia Commons har flere filer relateret til Prins Albert af Sachsen-Coburg og Gotha